# Svend Danelund
Svend Christian Bejlegaard Danelund (født 24. august 1916 i Skagen, død 22. maj 2001 sammesteds) var en dansk maler, grafiker og billedhugger.
Svend Danelund tog oprindeligt uddannelse på Teknisk Skole i Skagen - men var autodidakt som kunstner. Hans tidligste billeder var mørke motiverne af interiører eller maskindele. Senere har hans inspirationskilde blandt andet været det nedlagte Skagen Gasværk. Han er mest kendt som maler, men har bl.a. også udført busten af Degn Brøndum i haven foran Brøndums Hotel samt skulpturen Hvile placeret på Hans Baghsvej ud for det gamle Skagen Sygehus.
Han modtog vedvarende i sit liv anerkendelse for sin kunstneriske produktion, og han er en af de nyere kunstnere, der har sat sit præg på Skagen i kontrast til 1800-tallets malere og digtere. 

## Hæder
- 1961-62, Thorvaldsen-Eckersberg Fondet
- 1978-90, Statens Kunstfond
- 1986, Nordisk Kulturpris
- 1989-90, Brøndum-legatet